# Oleg Grams
Oleg Mijaílovich Grams, más conocido como Oleg Grams, (Krasnodar, 20 de febrero de 1984) es un exjugador de balonmano ruso que jugaba de portero. Su último equipo fue el Dunkerque HB de la LNH. Fue un componente de la selección de balonmano de Rusia.
Con la selección disputó los Juegos Olímpicos de Pekín 2008, además de otros campeonatos.

## Palmarés

### CSKA Moscú
- 1 Liga de Rusia de balonmano: 2002

### Chejovskie Medvedi
- 1 Recopa de Europa: 2006
- 15 Liga de Rusia de balonmano: 2003, 2004, 2005, 2006, 2007, 2008, 2009, 2010, 2011, 2012, 2013, 2014, 2015, 2016, 2017
- 7 Copa de Rusia de balonmano: 2006, 2009, 2010, 2011, 2012, 2013, 2015

## Clubes
- CSKA Moscú (2001-2002)
- Chejovskie Medvedi (2002-2017)
- Dunkerque HB (2017-2021)